# Andreas Dirksen
Andreas "Abonnementskongen" Junker Dirksen (født 21. juni 1966) er en dansk iværksætter, investor, forfatter og foredragsholder, der skabte fordelsklubben Plusbog.

## Iværksætteri
I 2000 startede han Danmarks første net-bladkiosk Bladkiosken.dk, og i 2007 købte Freeway halvdelen. Bladkiosken er senere solgt.
I 2010 lancerede Andreas Dirksen Plusbog.dk, hvor man som medlem fik adgang til at købe bøger udgivet i Danmark med rabat, hvilket var helt nyt i boghandlerbranchen. Man åbnede senere også op for salg af udenlandske bøger og salg til ikke-medlemmer. Økonomisk blev Plusbog aldrig nogen succes, og selskabet har i sin levetid genereret et samlet underskud på 20 millioner kroner.
Andreas Dirksen modtog i 2012 Børsens Gazellepris for størst vækst, og i 2017 blev han optaget i Kraks Blå Bog.
Andreas solgte sin andel af Plusbog til Freeway i 2017 og investerede i stedet i andre abonnementsforretninger, bl.a. Venue Manager, Institut for Kundetyper og Rebuybaby.
I 2019 stiftede han SignUp Academy sammen med sin hustru Mette Fruensgaard. 